# Valentine, Texas
Valentine là một thị trấn thuộc quận Jeff Davis, tiểu bang Texas, Hoa Kỳ. Năm 2010, dân số của thị trấn này là 134 người.

## Dân số
- Dân số năm 2000: 187 người.
- Dân số năm 2010: 134 người.